# Madeleine Barnett
Madeleine Eve Barnett (28 ottobre 1946) è una tuffatrice australiana.

## Biografia
Ha rappresentato l'Australia ai Giochi olimpici estivi di Montréal 1976 nel concorso della piattaforma 10 metri, concludendo al diciottesimo posto, ed in quello del trampolino 3 metri, piazzandosi quindicesima.
È madre di Steven Barnett, vincitore della medaglia di bronzo nel concorso dei tuffi dal trampolino 3 metri sincro, in coppia con Robert Newbery ai Giochi olimpici di Atene 2004.